# Leucothyreus splendidus
Leucothyreus splendidus är en skalbaggsart som beskrevs av Hermann Burmeister 1844. Leucothyreus splendidus ingår i släktet Leucothyreus och familjen Rutelidae. Inga underarter finns listade i Catalogue of Life.